# تومي كرو
تومي كرو (بالإنجليزية: Tommy Crow)‏ هو لاعب كرة قدم أسترالية أسترالي، ولد في 30 يونيو 1887، وتوفي في 26 مايو 1958.

## وصلات خارجية
- تومي كرو على موقع AustralianFootball.com (الإنجليزية)
- تومي كرو على موقع AFLtables.com (الإنجليزية)